# Lake Norman State Park
Lake Norman State Park (früher Duke Power State Park) ist ein 5,4 Quadratkilometer großer State Park nahe der Stadt Troutman, Iredell County im Bundesstaat North Carolina im Südosten der Vereinigten Staaten von Amerika. Der Park liegt an dem nördlichen Ufer des Sees Lake Norman an der Mündung des Hicks Creek und ist ganz in der Nähe der U.S. Route 70 zwischen der Interstate 40 und der Interstate 77. Der Park ist das ganze Jahr für Erholungssuchende geöffnet, angeboten werden die Nutzung von Booten, Sportangeln, Schwimmen, Wasserski und Camping. Verwaltet wird der Park durch das North Carolina Department of Environment and Natural Resources.

## Lake Norman
Hauptartikel: Lake Norman
Lake Norman ist ein zwischen 1959 und 1964 durch die Errichtung des Cowans Ford Dam durch den Energieversorger Duke Power entstanden, ist der größte vom Menschen geschaffene See in North Carolina und wird durch den Catawba River gespeist. Der See wurde nach dem ehemaligen Präsidenten der Duke Power Norman Cocke benannt.
Im Lake Norman leben verschiedene Sonnenbarscharten, Streifenbarsche, Wolfsbarsche und Forellenbarsche. Der Zugang zum See wird über eine kostenlose Bootsrampe im Park ermöglicht, Ruderboote und Kanus können vor Ort gemietet werden. Ein etwa 115 Meter langer bewachter Strandabschnitt steht den Besuchern zum Schwimmen zur Verfügung. Es gelten die Regeln und Vorschriften der North Carolina Wildlife Resource Commission, deren Aufgabe der Schutz der Fauna und Flora des Staates ist.

## Erholungsgebiet
Neben den Aktivitäten, die direkt mit der Nutzung des Sees verbunden sind, beispielsweise Schwimmen oder Rudern, werden im Lake Norman State Park auch andere Erholungseinrichtungen zur Verfügung gestellt. Es gibt neben verschiedenen Arten von Camping- und Zeltplätzen auch ausgeschilderte Wanderwege, Radwanderwege (Mountainbiking) und Picknick- sowie Grillplätze. Der Park ist nachts geschlossen und wird nur in Notfällen für die sich darin befindenden Menschen geöffnet.

### Wanderwege
Der Alder Trail ist ein knapp 1,3 Kilometer langer Rundwanderweg, der bei Park Lake in der Nähe des Parkeingangs beginnt, er passiert die Grillplätze und umrundet die Halbinsel zwischen Norwood und Hicks Creek.
Der Lake Shore Trail ist ein 8 Kilometer langer Weg entlang der Uferlinie des Lake Norman.
Der Itusi Trail ist eine beinahe 11 Kilometer Route, die für die Nutzung mit Mountain Bikes konzipiert ist und von einem Mountain-Bike-Verein, den Tar Heel Trailblazers aus Charlotte in Stand gehalten wird.

## Wildtiere
Obwohl eine große Bandbreite der Fauna des östlichen Waldgebietes vorhanden ist, werden die meisten Wildtiere des Parks von den Besuchern nicht wahrgenommen.

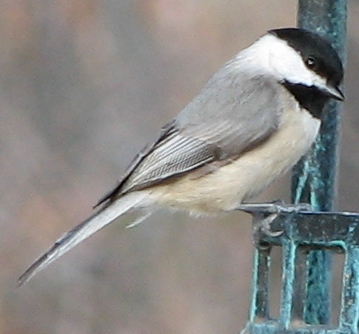
Carolinameise

Häufig anzutreffende Säugetiere sind das Nordopossum, Weißwedelhirsch, Rot- und Graufuchs, Baumwollschwanzkaninchen, Bisamratten, Waschbären und Grauhörnchen. Amphibien und Reptilien leben sowohl in den Wäldern als auch am Ufer des Sees, verbreitet sind verschiedene Froscharten, Schlangen und Schildkröten. An Vogelarten lassen sich im Park vor allem Carolinameise, Waldsänger, Falken, Truthahn, Fischadler, Stockente, Kanadagans, und Fischreiher beobachten.